# Орлан-белохвост
Орлан-белохвост (лат. Haliaeetus albicilla) — хищная птица из семейства ястребиных (Accipitridae).

## Описание
Длина тела орлана-белохвоста составляет от 70 до 90 сантиметров, размах крыльев — от 200 до 230 сантиметров, масса — от 4 до 7 килограммов. Хвост короткий, клиновидной формы. Оперение взрослой особи бурого цвета, голова и шея с желтоватым осветлением, хвост белый. Клюв светло-жёлтого цвета, по сравнению с другими хищными птицами довольно большой и мощный. Радужная оболочка глаза также имеет светло-жёлтый цвет. В отличие от беркута (Aquila chrysaetos), ноги орлана-белохвоста не покрыты перьями до самых пальцев. Молодые особи тёмно-бурого цвета, клюв тёмно-серый. С каждой линькой молодые орланы-белохвосты становятся всё больше похожими на взрослых животных, а в пятилетнем возрасте орлан-белохвост полностью обретает взрослую внешность. Самки орлана-белохвоста значительно больше по размеру и весят больше, чем самцы. В полёте птица держит свои широкие крылья горизонтально. После чёрного грифа (Aegypius monachus), бородача (Gypaetus barbatus) и белоголового сипа (Gyps fulvus) орлан-белохвост является четвёртой по величине хищной птицей Европы.

## Систематика
Подвиды орлана-белохвоста на сегодняшний день неизвестны. Ранее орланов-белохвостов Гренландии выделяли в отдельный подвид, однако позднее это деление не выдержало критики. По своему внешнему виду, поведению и экологии орлан-белохвост весьма похож на американского белоголового орлана (Haliaeetus leucocephalus), что для некоторых орнитологов стало поводом объединения двух видов в надвид.

## Питание
Питаются рыбой, или другими животными, связанными с водой (птицами, млекопитающими). Иногда может питаться падалью.

## Символическое значение
При раскопках стоянок времен неолита часто находят окаменелые останки крыльев орлана. Существует мнение, что неандертальцы могли использовать их в декоративных целях или придавать им символическое значение, поскольку окаменелости крыльев носят следы обработки каменными орудиями. Сторонники этой версии аргументируют её тем, что такие кости принадлежат к малосъедобным частям крыла, и, следовательно, обрабатывали их не для употребления в пищу, а ради перьев, которые, возможно, применялись в декоративных целях. Известно несколько неандертальских стоянок, где были найдены образцы птичьих костей, обработанных подобным способом. Также обнаружены свидетельства использования неандертальцами орлиных когтей. Отрезанные кремневыми ножами когти находили при раскопках во Франции и в Хорватии. Когти с хорватской стоянки Крапина, по-видимому, носили на шнурке как ожерелье.

## Разное
Союз охраны птиц России объявил орлана-белохвоста птицей 2013 года.

## Изображения
- Птенец
- Молодая особь
- Взрослая особь
- Пикирование
- Ловля рыбы
- Драка
- Гнездо
- Яйцо Haliaeetus albicilla groenlandicus (Тулузский музей)
- Орлан-белохвост на марке Азербайджана
- Орлан-белохвост на марке Кыргызстана